# Frank Ifield
Frank Ifield (født 30. november 1937, død 18. maj 2024) var en countrysanger fra Storbritannien.

## Diskografi

### Albums
| Titel                                                                         | Albumdetaljer | Højeste hitlisteplacering | Højeste hitlisteplacering |
| Titel                                                                         | Albumdetaljer | UK                        | US Country                |
| ----------------------------------------------------------------------------- | --- | ------------------------- | ------------------------- |
| Yours Sincerely                                                               | - Released: 1959 - Label: Regal Zonophone Records/Columbia (33-OEX 7513) - Formats: LP - Producer:                                 | —                         | —                         |
| I Remember You                                                                | - Released: December 1962 - Label: Vee-Jay Records/Columbia (LP-1054, SR-1054/33-SX 1467) - Formats: LP - Producer: Norrie Paramor | 3                         | —                         |
| Frank Ifield                                                                  | - Released: 1963 - Label: World Record Club - Formats: LP - Producer: Norrie Paramor                                               | —                         | —                         |
| Born Free                                                                     | - Released: August 1963 - Label: EMI/Columbia (33-SX-1534, SCX-3485) - Formats: LP - Producer: Norrie Paramor                      | 3                         | —                         |
| Blue Skies                                                                    | - Released: March 1964 - Label: EMI/Columbia (33-SX-1588, SCX-3505) - Formats: LP - Producer: Norrie Paramor                       | 10                        | —                         |
| Frank Ifield's Greatest Hits                                                  | - Released: September 1964 - Label: EMI/Columbia (33-SX-1633) - Formats: LP - Producer: Norrie Paramor                             | 9                         | —                         |
| Portrait in Song                                                              | - Released: May 1965 - Label: EMI/Columbia (33-SX-1723, SCX-3551) - Formats: LP - Producer: Norrie Paramor                         | —                         | —                         |
| Up Jumped a Swagman                                                           | - Released: December 1965 - Label: EMI/Columbia (SX-33-1751, SCXO-3559) - Formats: LP - Producer: Norrie Paramor                   | —                         | —                         |
| Frank Ifield's Tale of Two Cities                                             | - Released: 1966 - Label: Hickory Records (LPM 136, LPS 136) - Formats: LP - Producer: Norrie Paramor                              | —                         | 35                        |
| Close To You                                                                  | - Released: 1966 - Label: Columbia (SX6080) - Formats: LP                                                                          | —                         | —                         |
| Call Her Your Sweetheart                                                      | - Released: 1967 - Label: Capitol Records (ST 6176) - Formats: LP                                                                  | —                         | —                         |
| Rovin' Lover                                                                  | - Released: 1967 - Label: Hickory Records (LPS 144) - Formats: LP                                                                  | —                         | —                         |
| You Came Along                                                                | - Released: 1967 - Label: Columbia (SX 6147) - Formats: LP                                                                         | —                         | —                         |
| The Singer & The Song                                                         | - Released: 1968 - Label: Columbia (SX 6225) - Formats: LP                                                                         | —                         | —                         |
| Happy Tracks                                                                  | - Released: 1968 - Label: Columbia (SX 6276) - Formats: LP                                                                         | —                         | —                         |
| Frank Ifield                                                                  | - Released: 1970 - Label: Decca (SKL 5064) - Formats: LP                                                                           | —                         | —                         |
| Someone to Give My Love to                                                    | - Released: 1973 - Label: Spark (SRLP 111) - Formats: LP                                                                           | —                         | —                         |
| Joanne                                                                        | - Released: 1975 - Label: Blue Jean Records (BL 16905) - Formats: LP - Producer: Norrie Paramor                                    | —                         | —                         |
| Ain't Gonna Take No For An Answer                                             | - Released: 1976 - Label: Interfusion (L 35813) - Formats: LP                                                                      | —                         | —                         |
| One More Mile...One More Town                                                 | - Released: 1977 - Label: EMI (EMC.2638) - Formats: LP                                                                             | —                         | —                         |
| Frank Ifield & Barbary Coast (with Barbary Coast)                             | - Released: 1978 - Label: Fi Records - Formats: LP                                                                                 | —                         | —                         |
| Frank Ifield Sings                                                            | - Released: 1978 - Label: Fi Records (FIR 3782) - Formats: LP                                                                      | —                         | —                         |
| Sweet Vibrations                                                              | - Released: 1979 - Label: Fi Records (FIR 3782) - Formats: LP                                                                      | —                         | —                         |
| Portrait Of                                                                   | - Released: 1982 - Label: PRT (N 146) - Formats: LP                                                                                | —                         | —                         |
| I Remember These                                                              | - Released: 1985 - Label: Axis (AX260444) - Formats: LP                                                                            | —                         | —                         |
| "—" denotes releases that did not chart or were not released in that country. | |                           |                           |

### Singler
| Titel (sangskrivere)                                                        | År   | Højeste hitliseplacering | Højeste hitliseplacering | Højeste hitliseplacering | Højeste hitliseplacering |
| Titel (sangskrivere)                                                        | År   | AUS                      | UK                       | US                       | US Country               |
| --------------------------------------------------------------------------- | ---- | ------------------------ | ------------------------ | ------------------------ | ------------------------ |
| "True" (Elaine Goddard)                                                     | 1959 | 26                       | —                        | —                        | —                        |
| "Teenage Baby" (Herman Guidry)                                              | 1959 | 23                       | —                        | —                        | —                        |
| "Lucky Devil" (Wally Gold/Aaron Schroeder)                                  | 1960 | —                        | 22                       | —                        | —                        |
| "Gotta Get a Date" (Berry/Ginsbery)                                         | 1960 | —                        | 49                       | —                        | —                        |
| "I Remember You" (Johnny Mercer/Victor Schertzinger)                        | 1962 | 1                        | 1                        | 5                        | —                        |
| "Lovesick Blues" (Cliff Friend/Irving Mills)                                | 1962 | 2                        | 1                        | 44                       | —                        |
| "The Wayward Wind" (Stanley Lebowsky/Herb Newman)                           | 1963 | 16                       | 1                        | 104                      | —                        |
| "Nobody's Darlin' but Mine" (Jimmie Davis)                                  | 1963 | 41                       | 4                        | —                        | —                        |
| "Confessin' (That I Love You)" (Doc Daugherty/Al J. Neiburg/Ellis Reynolds) | 1963 | 24                       | 1                        | 58                       | —                        |
| "Mule Train" (Fred Glickman/Hy Heath/Johnny Lange)                          | 1963 | 95                       | 22                       | —                        | —                        |
| "Don't Blame Me" (Dorothy Fields/Jimmy McHugh)                              | 1964 | 43                       | 8                        | 106                      | —                        |
| "Angry at the Big Oak Tree" (Paul Hampton/Bob Hilliard)                     | 1964 | 32                       | 25                       | —                        | —                        |
| "I Should Care" (Sammy Cahn/Axel Stordahl/Paul Weston)                      | 1964 | —                        | 33                       | —                        | —                        |
| "Summer Is Over" (Tom Springfield/Clive Westlake)                           | 1964 | 40                       | 25                       | —                        | —                        |
| "Please" (Ralph Rainger/Leo Robin)                                          | 1964 | 5                        | —                        | 71                       | —                        |
| "Don't Make Me Laugh" (Bill Giant/Patricia Valando)                         | 1965 | 96                       | —                        | —                        | —                        |
| "Lonesome Number One" (Don Gibson)                                          | 1965 | 95                       | —                        | —                        | —                        |
| "Paradise" (Nacio Herb Brown/Gordon Clifford)                               | 1965 | 88                       | 26                       | —                        | —                        |
| "No One Will Ever Know" (Mel Foree/Fred Rose)                               | 1966 | —                        | 25                       | —                        | 42                       |
| "Call Her Your Sweetheart" (Leon Payne)                                     | 1966 | 79                       | 24                       | —                        | 28                       |
| "Out of Nowhere" (Johnny Green/Edward Heyman)                               | 1967 | 75                       | —                        | 132                      | —                        |
| "Up, Up and Away" (Jimmy Webb)                                              | 1967 | 81                       | —                        | —                        | —                        |
| "Good Morning, Dear" (Mickey Newbury)                                       | 1968 | —                        | —                        | —                        | 67                       |
| "Oh, Such a Stranger" (Don Gibson)                                          | 1968 | —                        | —                        | —                        | 68                       |
| "It's My Time"A (John D. Loudermilk)                                        | 1969 | —                        | —                        | —                        | —                        |
| "Daddy Don't You Walk So Fast" (Peter Callander/Geoff Stephens)             | 1972 | 68                       | —                        | —                        | —                        |
| "She Taught Me How to Yodel"B (Tom Emerson/Paul Roberts/Van Esther Sciver)  | 1991 | —                        | 40                       | —                        | —                        |

Noter
- A"It's My Time" peaked at No. 12 on the RPM Country Tracks chart in Canada.
- BCredited to Frank Ifield featuring the Backroom Boys